# Noraszen (Aragacotn)
Noraszen – wieś w Armenii, w prowincji Aragacotn. W 2011 roku liczyła 1046 mieszkańców.